# Pidorus chalybeatus
Pidorus chalybeatus is een vlinder uit de familie van de bloeddrupjes (Zygaenidae). De wetenschappelijke naam van de soort is voor het eerst geldig gepubliceerd in 1922 door Joicey & Talbot.